# Gåshaga (kommundel)

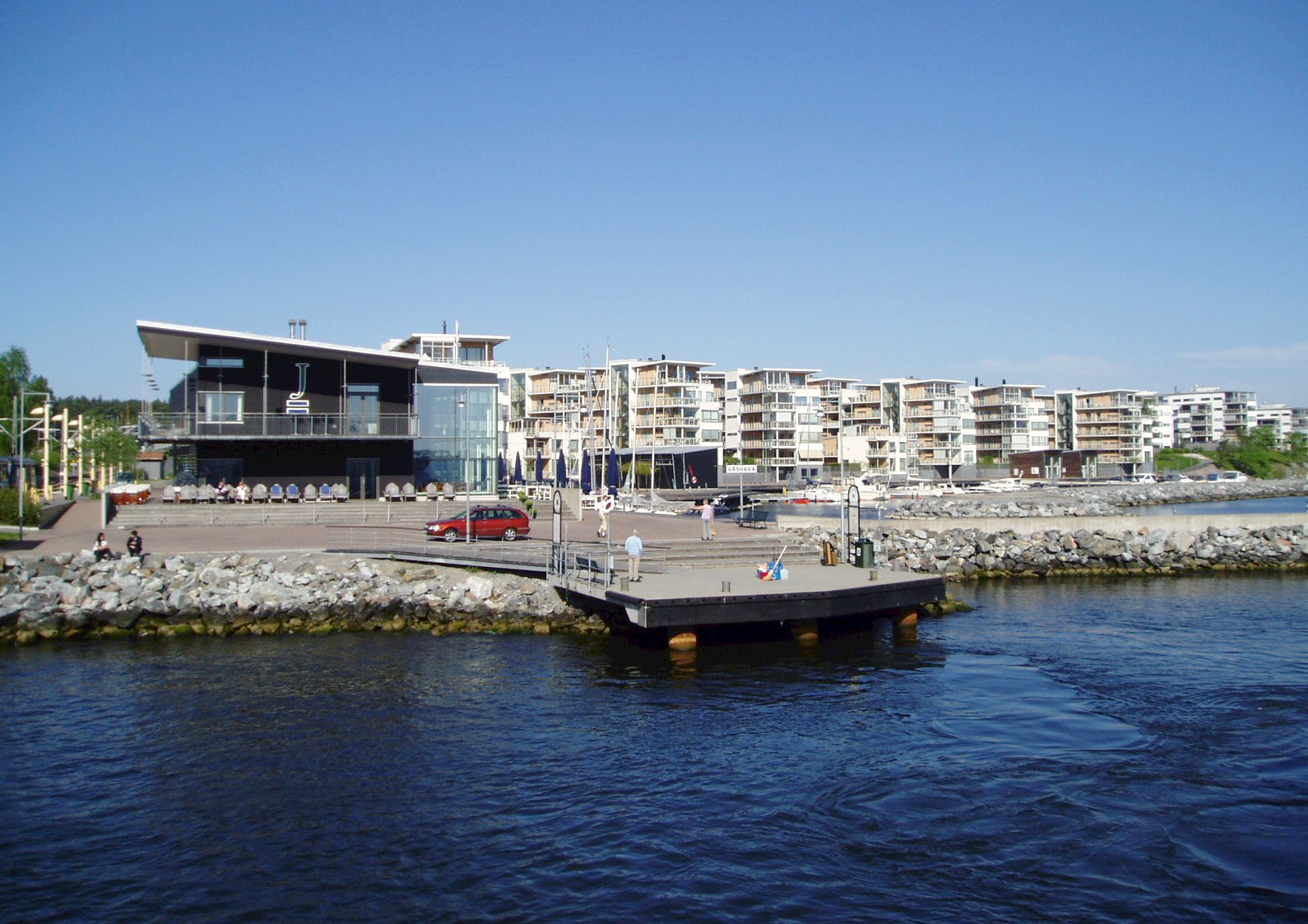
Gåshaga brygga med restaurang där Waxholmsbolagets skärgårdsbåtar lägger till och Lidingöbanan har sin slutstation.

Gåshaga är en stadsdel / kommundel i Lidingö kommun i Stockholms län. Området omfattar den ostligaste delen av södra Lidingö mot Hustegafjärden och Höggarnsfjärden. Gåshagas markområde närmast havet i den östra och nordöstra delen var under lång tid i stadsplaneringen på Lidingö förbehållet olika industrier och båtvarv med behov av kajanläggningar som kunde ta emot större fartyg, men har efterhand, genom avvecklingen av många företag i området norr om Lidingöbanan, bebyggts med flerbostadshus, radhus och friliggande villor.

## Historia

### Tidig historia

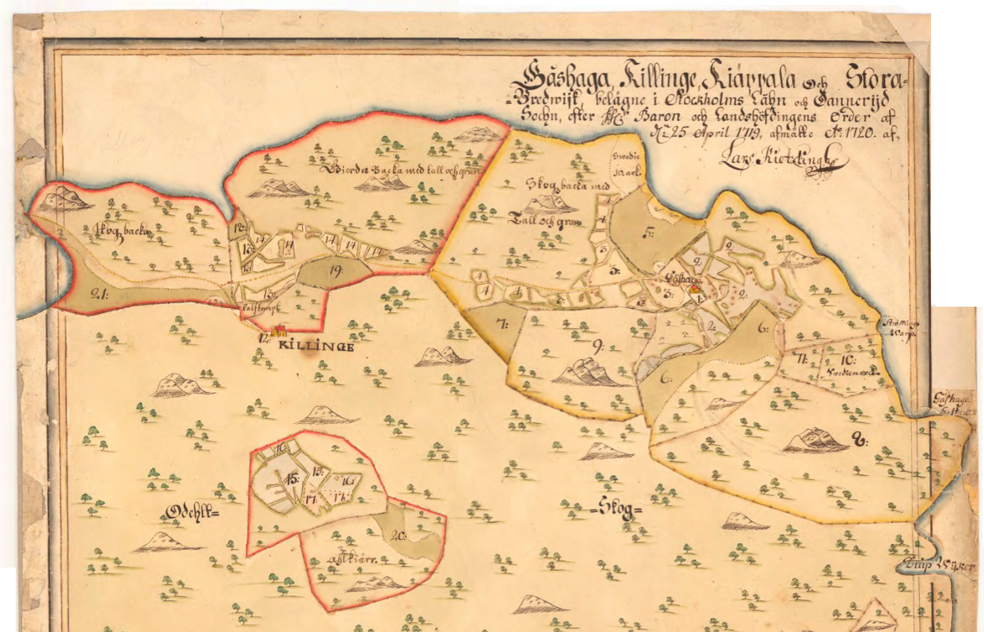
Karta över Gåshaga och Killinge gårdar upprättad 1720 av Lars Kietzlingh.

Området har fått sitt namn av lantbruksfastigheten Gåshaga gård som fick sin fastighet lagfaren vid den stora skogsdelningen av Lidingölandets alla frälsehemman, som genomfördes med början den 29 augusti 1774. År 1720 verkställdes en viss uppdelning av skogen närmast gårdarna, men stora skogsområden var allmän mark ända fram till 1774, som på kartan från 1720 anges som "odelad skog". Nuvarande Gåshaga brygga ligger på den ostligaste udden på kartan från 1720, benämnd "Gåshaga Galten", som till mitten på 1600-talet var en holme skild från fastlandet, benämnd "Galten".
Den första ägaren till Gåshaga gård efter skogsdelningen 1774 var av notarien i justitiekollegiet Johan Ulrik Norlin (1733–1797), gift med Apollonia Westbeck (1740–1797) och far till lagmannen Johan Gustav Norlin. Han förvärvade samtidigt Ekholmsnäs gård och Killinge (Cathrinelund). Gården såldes 1794 till kontrollören Anders Ekström som dock kort därefter överlät den till den tyske grosshandlaren Peter Hinrik Schön (1765-1821). Redan 1795 såldes gården av Schön till skådespelarparet Joseph Sauze Desguillons (1750-1822) och hans hustru Marie Anne (1753-1829), född Bonnin. De sålde gården 1804 till före detta löjtnanten vid handelsflottan, kofferdikapten Johan Martin Witte (1750-1827). Gåshaga gård kom att innehas av familjen Witte i cirka 70 år. I början av 1960-talet anhöll dåvarande ägaren till gamla Gåshaga gård att få bränna ner de förfallna trähusen och de sista delarna av den ursprungliga gårdens träbyggnader revs en bit in på 1970-talet. Idag påminner kvartersbeteckningen Gåshaga gård om den historiska verksamheten.

### Rasta

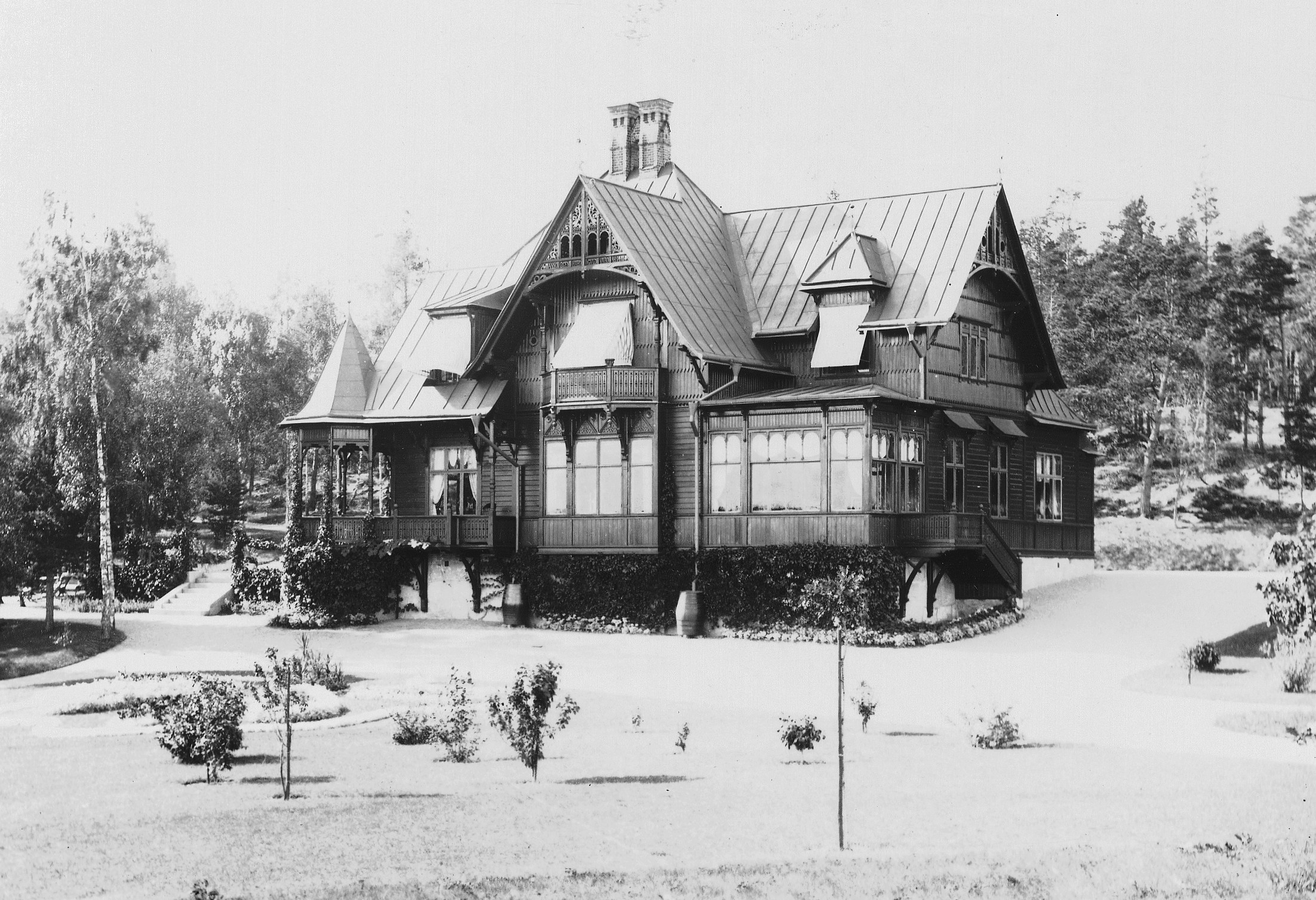
Villa Rasta 1895.

Under slutet av 1800-talet byggdes sommarvillan Rasta i norra delen av dagens Gåshaga, på gränsen till Killinge. Villan omgavs av en magnifik parkanläggning. Namnet Rasta lär vara en kortversion av Rastad. Parken och villan blev senare inringad av oljecisterner varpå ägaren tröttnade och sålde huset till Svenska Shell som hade sin oljedepå här. Både "Rastacisternerna" och "Rastaspåret" fick sina namn efter denna villa som revs på 1960-talet. På platsen uppfördes i början av 2000-talet ett nytt villaområde där kvartersbeteckningen Rasta påminner idag om den tidigare villan.

### 1900-talshistoria
Gåshagas markområde närmast havet i den östra och nordöstra delen var länge förbehållet olika industrier med behov av kajanläggningar som kunde ta emot större fartyg. Omkring 1917-1918 fanns följande industrier etablerade i Gåshaga: AB Ljungströms Ångturbiner, Svenska Aktiebolaget Gasaccumulator (AGA) med en annexfabrik till huvudfabriken i den västra delen av Skärsätra, AB Stockholms Transport- och Bogseringsaktiebolag, AB Scania-Vabis, Olaus Olssons Kolimport & Varv, kommanditbolaget Sjö-express, AB C. G. Rydell och Uppsala Transport AB.

#### Ljungströms ångturbinlokomotiv

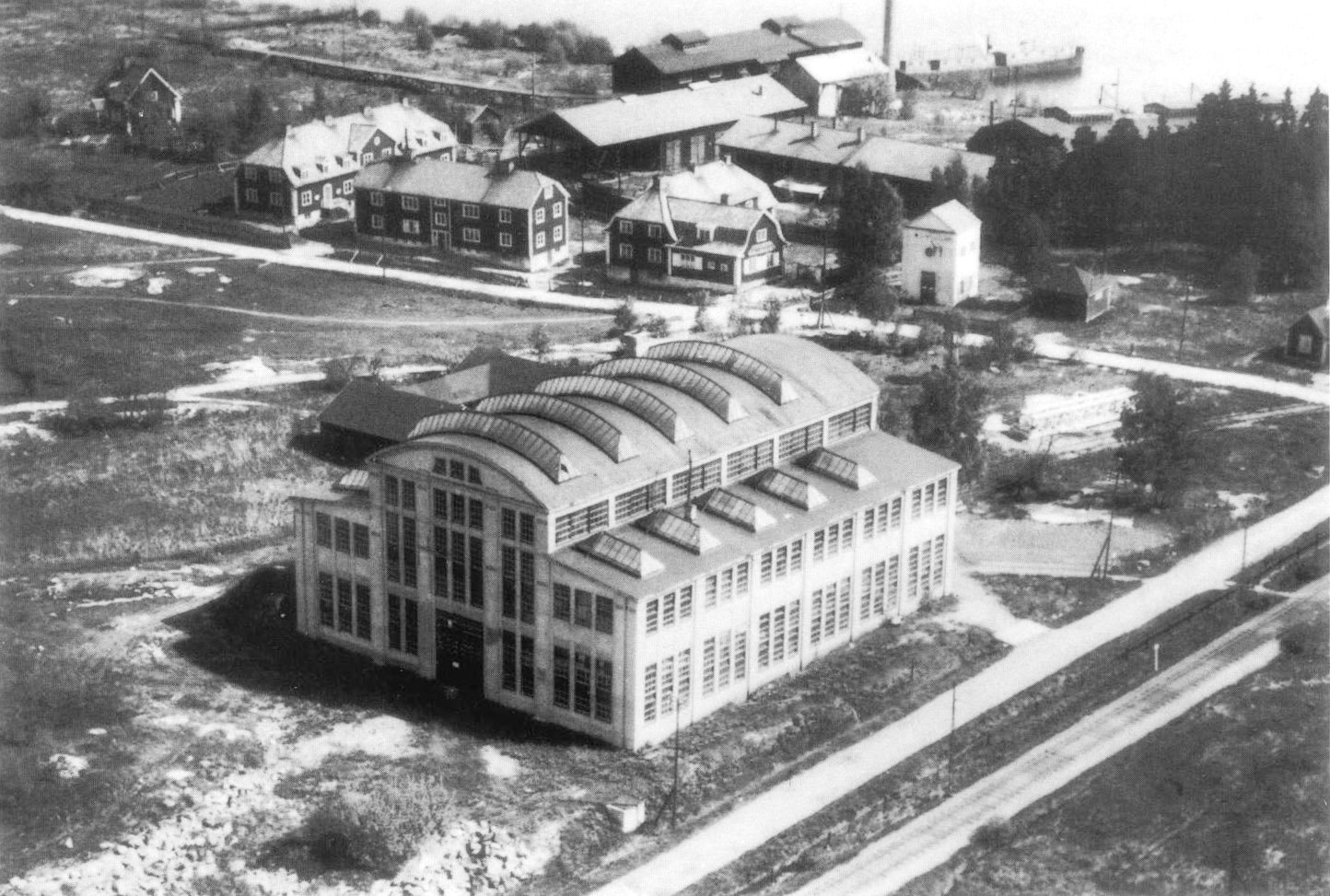
Fredrik och Birger Ljungströms fabrik i Gåshaga för tillverkning av Ljungströms ångturbinlokomotiv, uppförd 1918.

En av de tidigaste industrierna som etablerades i Gåshaga kom till 1918 när bröderna Fredrik och Birger Ljungström lämnade företaget STAL (Svenska Turbinfabriks Aktiebolaget Ljungström) i Finspång och bosatte sig på Lidingö, där de uppförde en prototypverkstad i Gåshaga i form av en stor järnvägshall för att vidareutveckla Fredrik Ljungströms uppfinningar kring ångturbindrivna lokomotiv. Etableringen av fabriken skedde i samma tidsskede som Lidingö höll på att gå från ett renodlat bondesamhälle till en modern villastad. Någon räls fanns inte till fabriken så de lokomotiv som byggdes i fabriken fraktades med stora pråmar över till Stockholms järnvägsnät. Avsikten med Ljungströms ångturbinlokomotiv var att utveckla turbindrivna lokomotiv genom att ersätta dåvarande konventionella ångturbiner med sin egen turbinkonstruktion, den s.k. Ljungströmturbinen som kunde uppvisa en högre verkningsgrad än andra turbiner och som var mer kompakta. I fabriken utvecklade de också en konstruktion för höjning av verkningsgraden i ångturbinkraftverk som idag används över hela världen: den roterande luftförvärmaren, en avancerad form av värmeväxlare, som 1995 av ASME i USA blev inregistrerad som en ”världshistorisk milstolpe inom mekanisk konstruktion och värmeteknik”. Som mest arbetade ett 70-tal personer i Gåshagafabriken.
På mitten av 1920-talet upphörde verksamheten i Ljungströms Gåshagafabrik och bröderna Ljungström lämnade bolaget. Verksamheten ändrades och verkstadsutrustningen flyttades 1924 till Nacka med en annan företagsledning. 1951 ändrades bolagsnamnet till Svenska Rotor Maskiner, som främst kom att ägna sig åt skruvkompressorer. Huvudanledningen till att tillverkningen av ångturbinlokomotiv upphörde var att man i mitten av 1920-talet hade fått konkurrens från dieselelektriskt drivna lokomotiv och den begynnande elektrifieringen av järnvägsnätet i Sverige för direkt elektrisk drift. Ångpannor och kol som bränsle för lokomotiv försvann inom ett tiotal år. Fabriksbyggnaden, som under en tid på 1930-talet användes som filmstudio, fanns kvar fram till 1972 då den revs för att göra plats för nya industri- och kontorsbyggnader.

#### Lidingöbanan och Gåshaga sportrestaurang

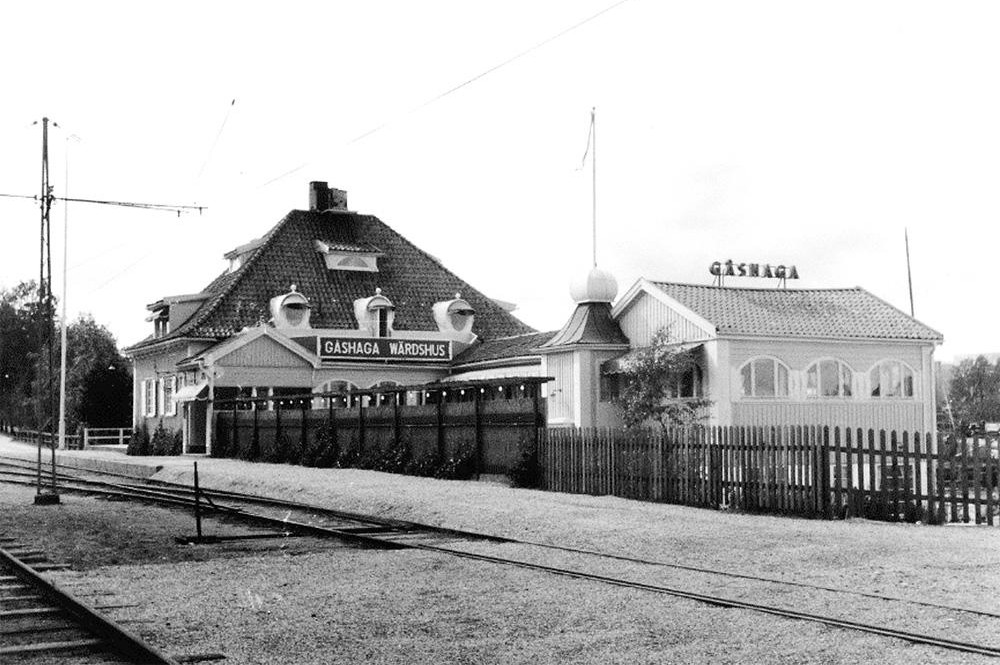
Gåshaga Wärdshus, 1940-tal.

1913 när Lidingös villabebyggelse och företaget AGA hade börjat etableras på södra Lidingö, påbörjades bygget av den södra delen av Lidingöbanan, senare linje 21. Banan utsträcktes till Gåshaga 1916. Slutstationen förlades alldeles intill vattnet. För att öka trafikunderlaget köpte trafikbolaget in strandmark och byggde ett strandcafé och friluftsbadet "Gåshagabaden" med badhytter. Omkring 1919 öppnade Gåshaga sportrestaurang, ritad av arkitekt Erik Hahr. För att öka attraktionskraften som nöjesetablissemang och friluftsbad byggde man också en dansrotunda och kägelbana. Konstnären Vicke Andrén som bodde i Brevik svarade för väggmålningarna i restaurangen med motiv från sommarens badliv. Restaurangen fick senare namnet Gåshaga Wärdshus och blev ett populärt utflyktsmål för båtfolket som kunde lägga till precis vid värdshuset. Värdshuset brann ner till grunden 1982 och inga planer kom fram på att försöka återskapa restaurangen. Värdshusvägen påminner fortfarande om den historiska resaurangen. 1946 avkortades spårvagnslinjen något 100-tal meter. Spåren ned till stranden låg dock kvar för växling av järnvägsvagnar till den planerade industriella verksamheten i området, som kom till användning när en margarinfabrik uppfördes i området på 1960-talet.

#### Margarin, smörjmedel, aceton och plywoodlim

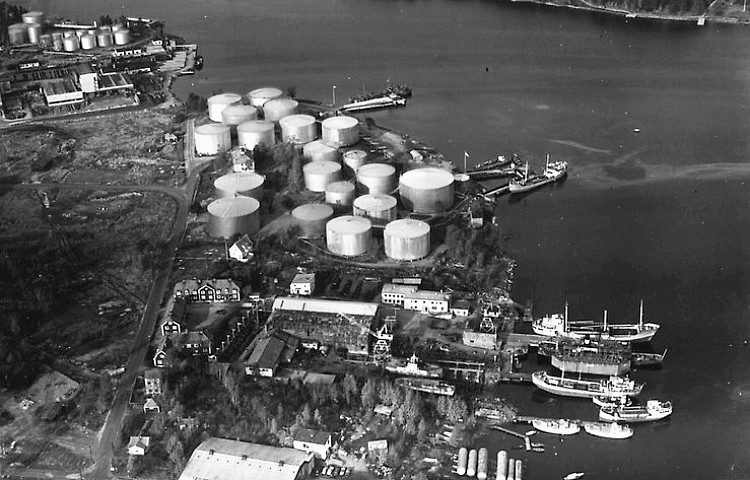
Flygfoto över Gåshagavarvet och Rasta-Cisternerna, Oscar Bladh 1958.

1961 uppförde företaget Unilever en stor margarinfabrik i närheten av vattnet inom företaget AB Liva Fabriker, då man slog ihop Unilevers margarinfabriker i Arboga, Svea i Kalmar, Agra i Stockholm och företaget Vandenbergh i Sundbyberg till en gemensam produktionsenhet som förlades till Gåshaga. Fabriken kom att förse stora delar av Sverige med margarin och vegetabilisk olja. Större delen av råvaran fraktades till Gåshaga med företagets egna tankfartyg kallat "Margot" med anspelning på margarin, som lade till vid kajen nedanför fabriken. 
I mitten på 1980-talet hade man som mest cirka 220 anställda och tillverkade 40 000 ton margarin per år samt stora volymer raffinerad vegetabilisk olja, främst soja- och rapsolja, som såldes på 10–litersdunkar och 200–litersfat till grossister och bagerier. Restprodukter från tillverkningen exporterades med järnvägstankvagnar till Tyskland för användning inom kosmetikaindustrin. På hösten 1991 togs beslutet att lägga ner fabriken i Gåshaga och slå ihop den med bolagets margarinfabrik i Helsingborg, föranlett av en alltmer hårdnande konkurrens från Europas andra större margarinfabriker. Fabriken stängdes 1992 varvid de stora lokalerna stod tomma under några år. Idag har företaget Bonver Videodata AB sin huvudverksamhet i lokalerna som dessutom inrymmer ett antal mindre separata företag. Ett par mindre industrier fanns också i mitten på 1960-talet norr om margarinfabriken till vänster om vägen ner mot gamla Gåshaga Värdshus, nuvarande Gåshaga brygga, bland annat ett företag som tillverkade vattenfast lim för plywoodindustrin.
I början av 1900-talet hade AGA en anläggning för tillverkning av aceton i Gåshaga. Det fanns också en hamn för kol- och kokshantering av olika bolag. På den nordöstra delen av Gåshagaområdet hade Svenska Shell AB under många år sin stora fabriksanläggning för tillverkning av speciella smörjoljor och ett stort antal lagringscister, kallad Shell-Rasta som hade sitt namn efter den där befintliga Villa Rasta, en sommarvilla från 1800-talets slut. Verksamheten lades ner i början på 1990-talet. Shells och andra industriers mångåriga verksamhet i Gåshagaområdet har medfört att marken blivit förorenad med olika typer av miljöfarliga ämnen. Flera undersökningar har utförts för att kunna fastställa graden av kvarstående föroreningar och risker för påverkan på miljön för människor i mark, luft och grundvatten.
Efterhand har Gåshaga norr om Lidingöbanans spår närmast havet utvecklats från ett område med huvudsak industriell verksamhet till ett renodlat bostadsområde. Margarinbolagets gamla industribyggnader söder om banan där bland annat Bonver Videodata AB har sin verksamhet, Käppalaverkets lokaler ovan jord samt Gåshaga företagsby utgör dock fortfarande en betydande del av Gåshaga där industri- och industrilagerverksamhet bedrivs, inkluderande Gåshaga Marina.

## Bostadsområden
Sedan större delen av industriverksamheten vid Gåshaga hade avvecklats under senare delen av 1990-talet, uppfördes med början år 2000 exklusiva bostäder i området, där man som det huvudsakliga argumentet i boendemiljön vid försäljningen angav närheten och fri utsikt över havet med möjlighet till egen båtplats ett stenkast från bostaden. Den sista etappen i byggnationerna avslutades 2007. Området består av tre delar; Gåshaga Pirar med flerfamiljshus och radhus, Gåshaga Strand med friliggande villor och Gåshaga Brygga med radhus. Hela området präglas av sin närhet till vattnet, med småbåtshamnar, pirar och badö. De olika husen byggdes delvis i en ovanlig design med bland annat lärkträ och mycket stora fönsterytor. Gåshaga Strand och Gåshaga Pirar utvecklades av Wallfast och Skanska. Gåshaga brygga utvecklades av NCC. 
Lidingöbanan förlängdes under 2001 åter ner till vattnet och fick en ny slutstation, Gåshaga brygga. Där anlades också en ny brygga för skärgårdsbåtar. Gåshaga brygga kompletterar den tidigare huvudbryggan för området vid Klippudden. Vid spårvägens modernisering 2013–2015 flyttades hållplatsen Gåshaga ett hundratal meter västerut, samtidigt som Talludden lades ned.
Det nyaste bostadsområde består av villor som byggdes på platsen för Gåshagas oljeterminal i området närmast kommundelen Killinge. I början av 1980-talet var 27 oljecisterner fortfarande i drift. Idén att omvandla den gamla oljedepån på Lidingö till ett modernt bostadsområde kom från Margareta Wallenius-Kleberg. I början av 2000-talet började man riva de 27 kvarvarande cisternerna och sanera området. Därefter uppfördes nuvarande villaområde som stod inflyttningsklar 2020.

## Bilder Gåshaga bostadsområde

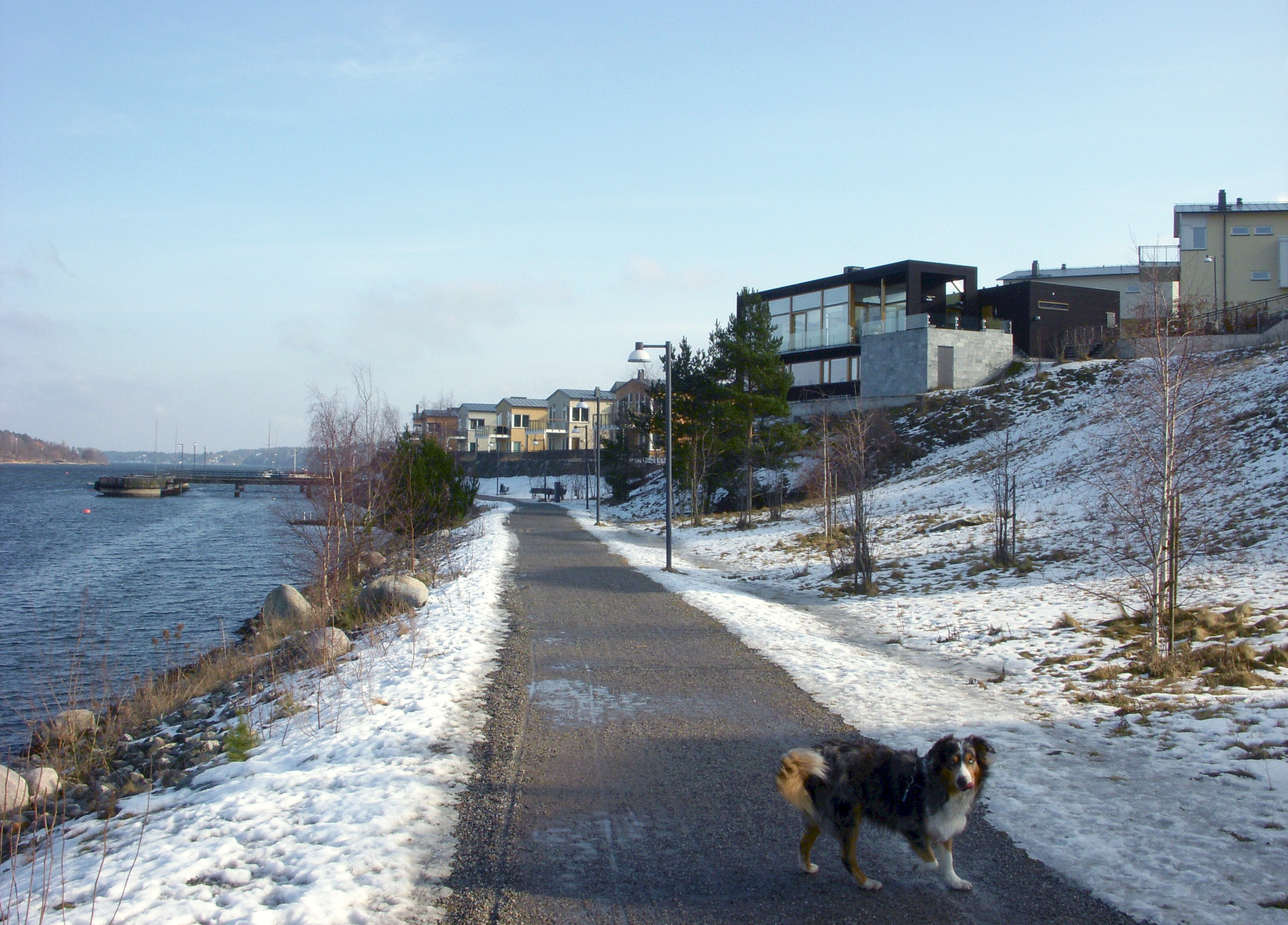
Strandpromenaden vid den norra delen av Gåshaga bostadsområde mot Hustegafjärden.
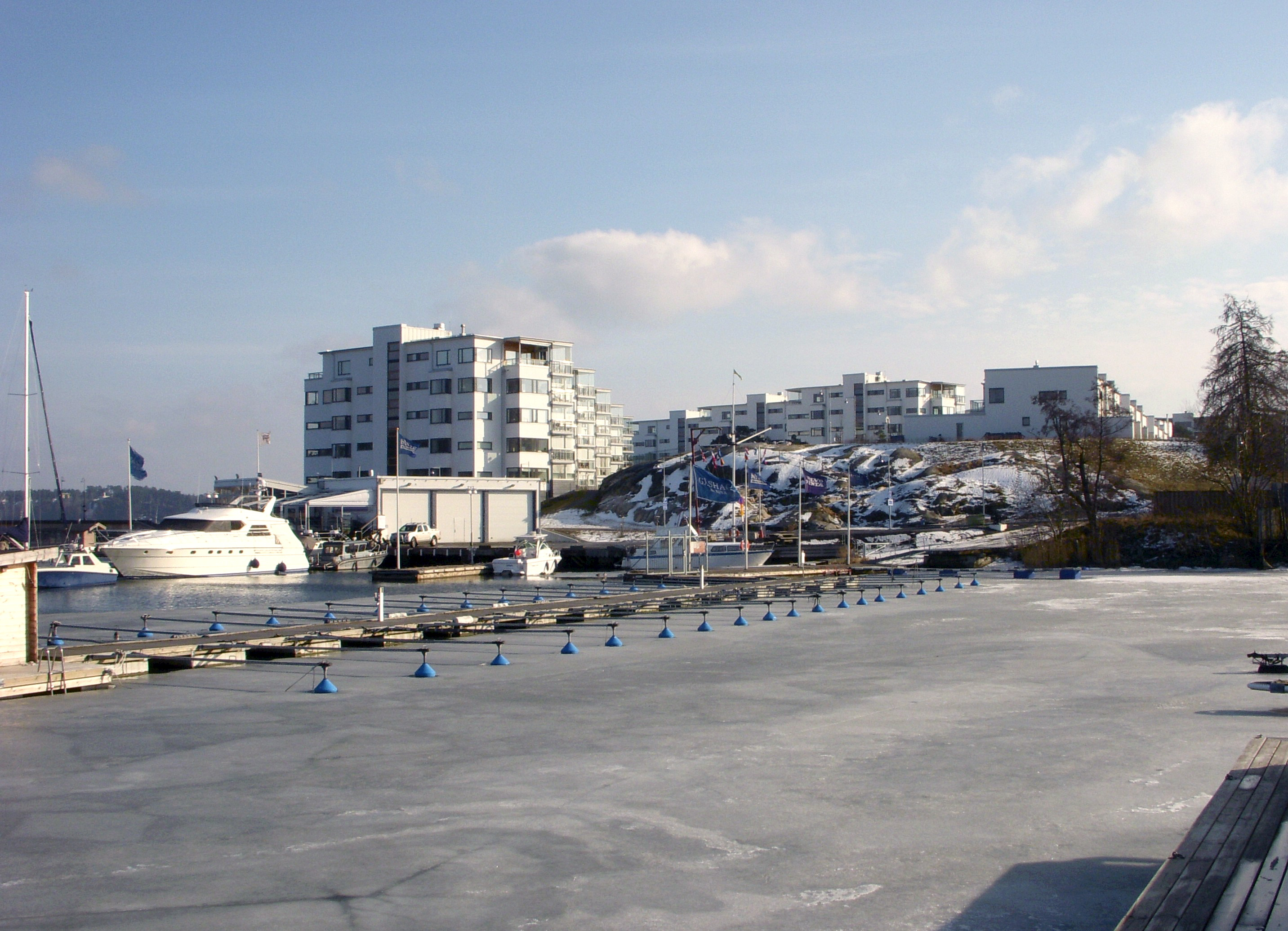
Området vid Gåshaga marinas bryggplatser.
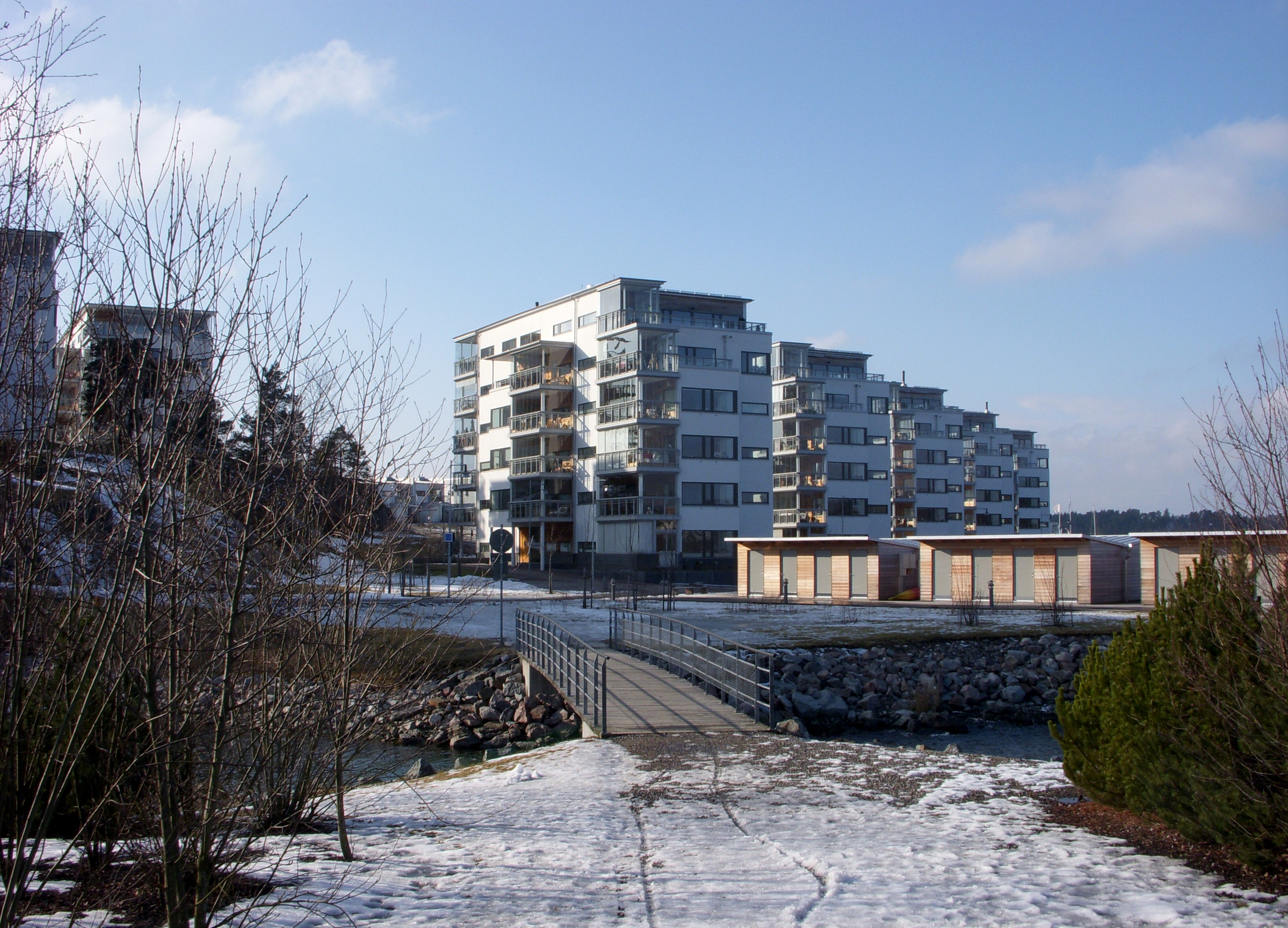
Flerbostadshus på områdets östra sida med utsikt mot Höggarnsfjärden.
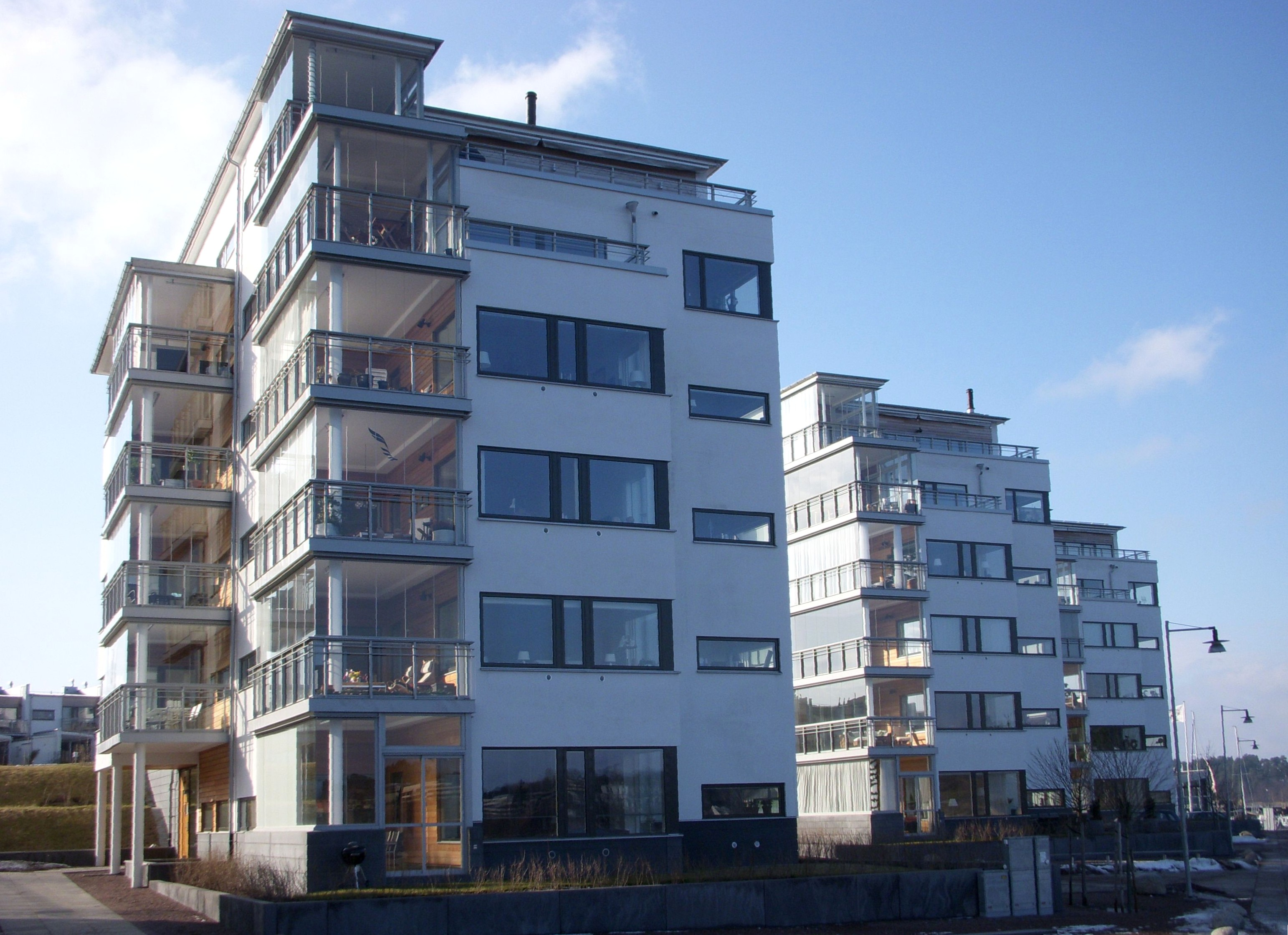
Flerbostadshus på områdets östra sida med utsikt mot Höggarnsfjärden.

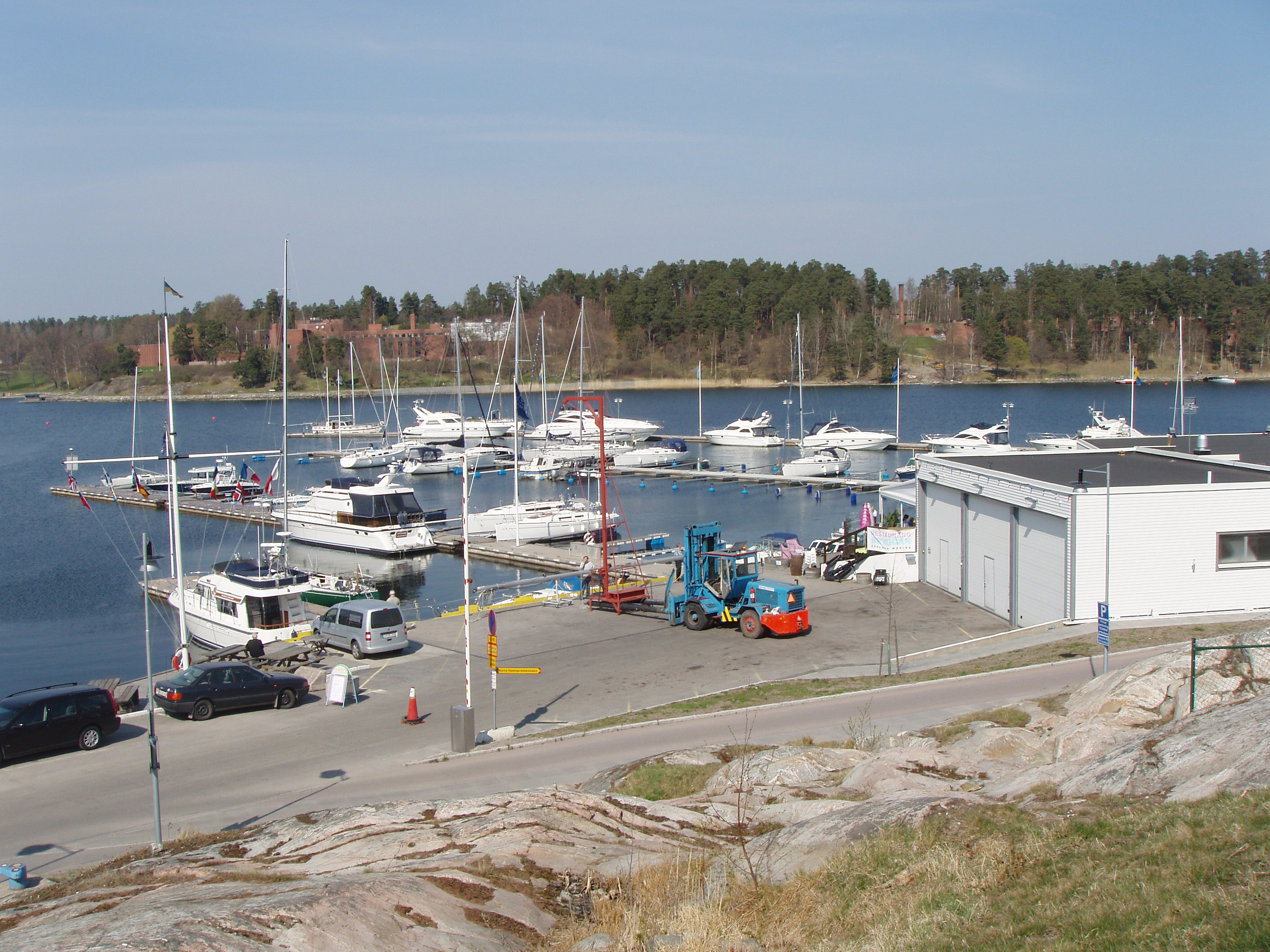
Gåshaga Marinas östra bryggplatser för fritidsbåtar mot Hustegafjärden.
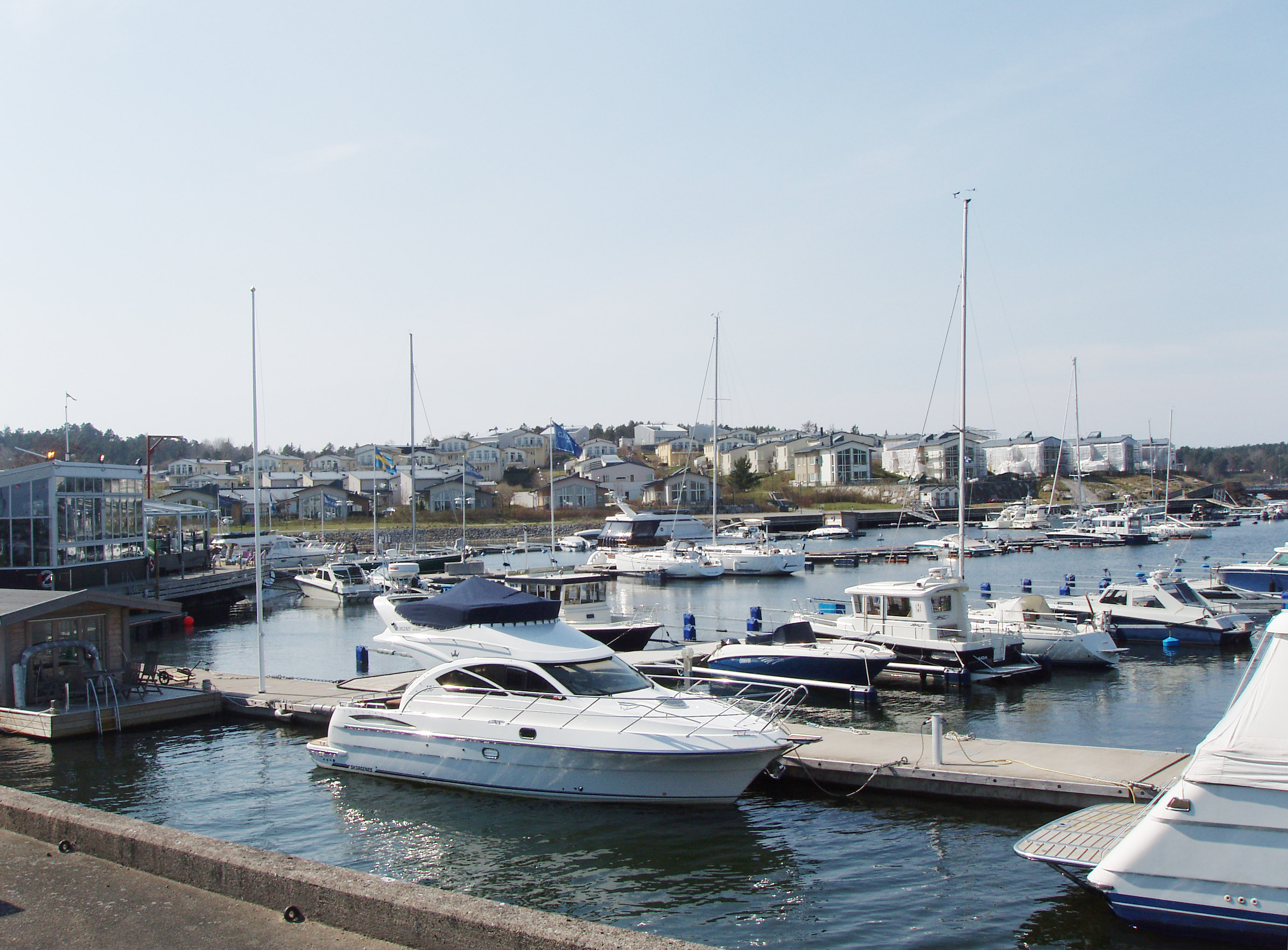
Norra delen mot Hustegafjärden med friliggande villor och Gåshaga Marinas bryggplatser för fritidsbåtar i förgrunden samt hamnrestaurangen "Bryggan".
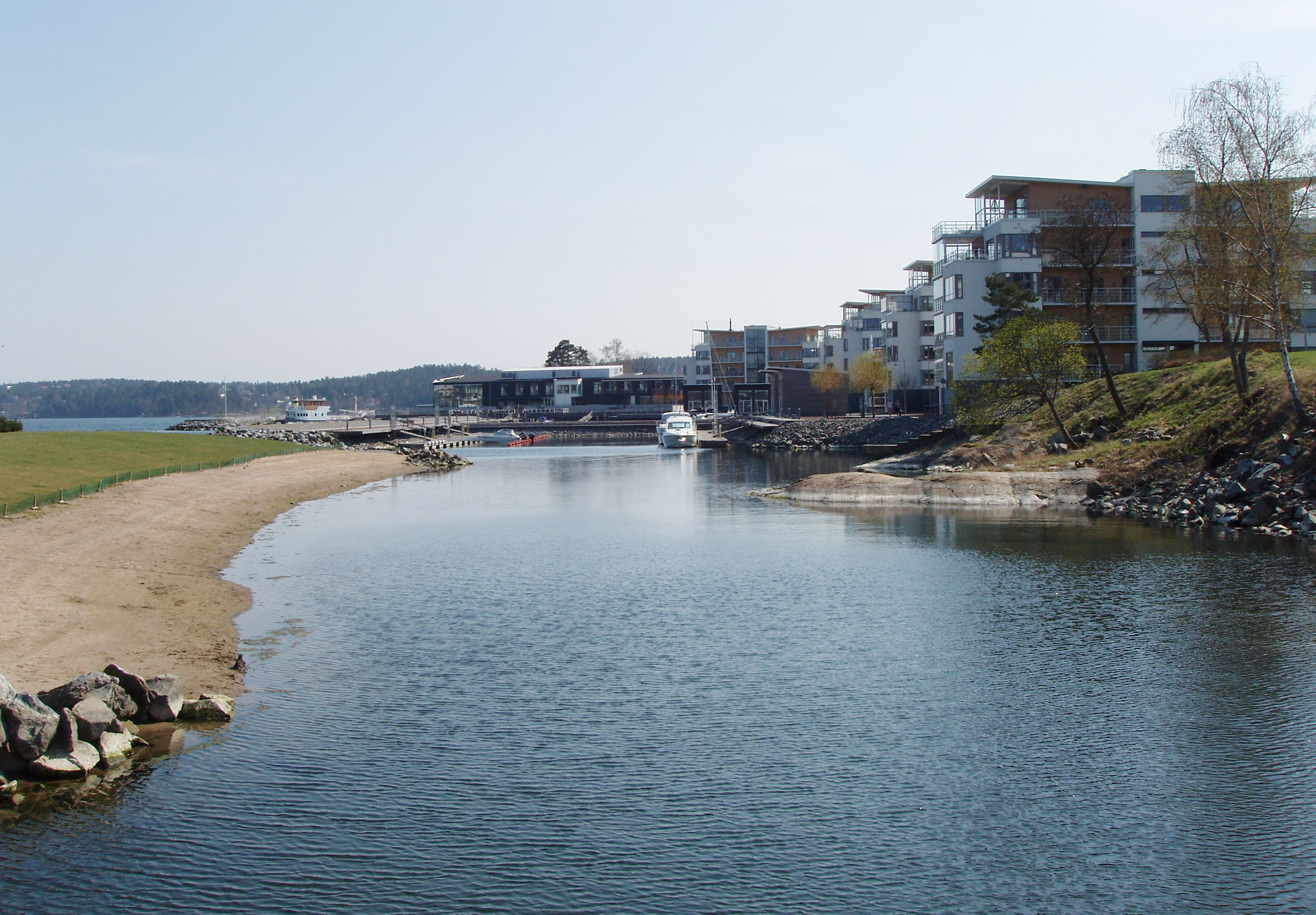
Östra delen vid Gåshaga brygga med anlagd konstgjord ö med sandstrand och grund lagun direkt nedanför flerbostadshusen.
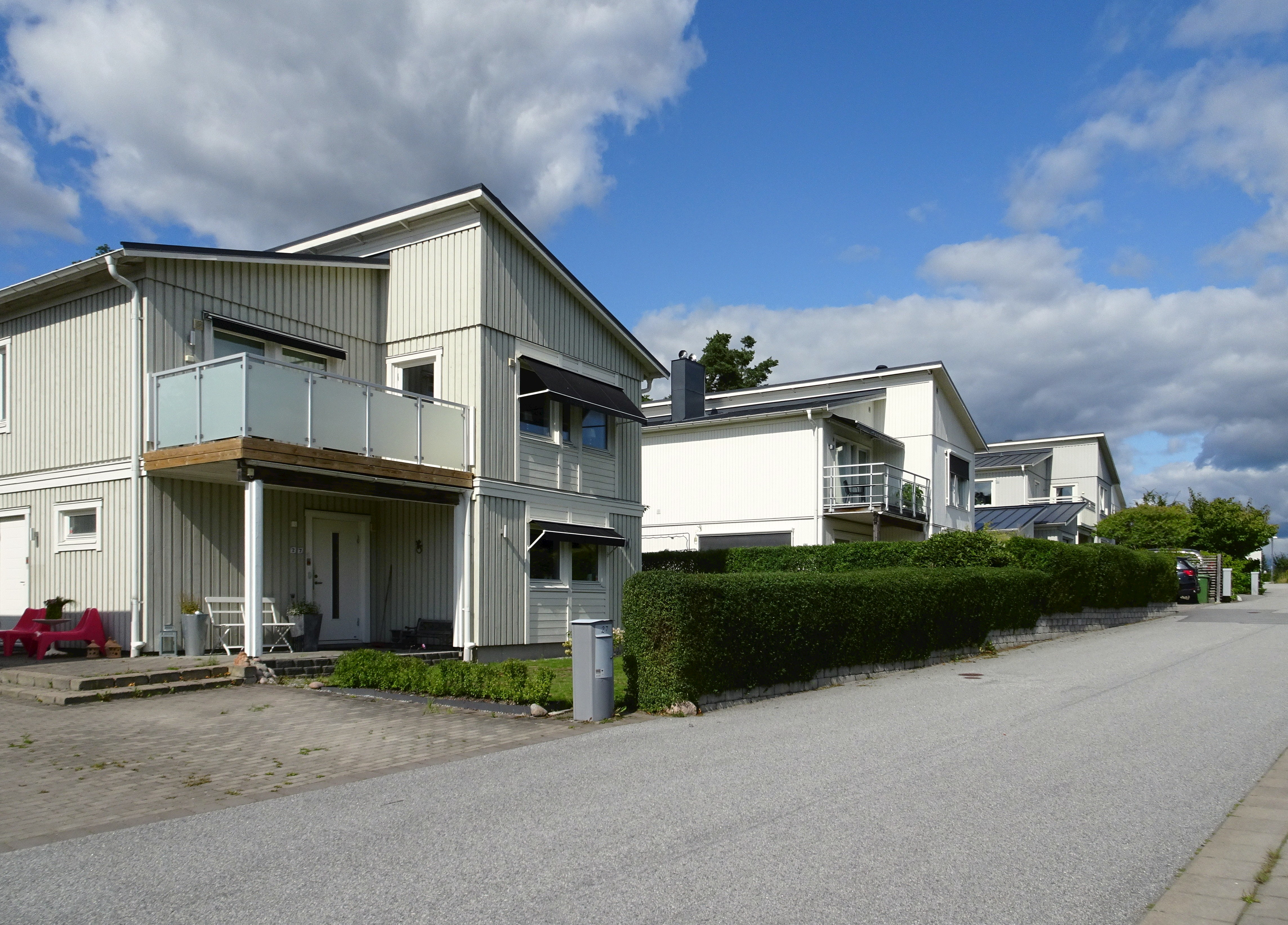
Villaområdet uppfört år 2020 på platsen för Villa Rasta och Gåshagas oljedepå, här Musselvägen.

## Kommunikationer
Inom området finns två hållplatser för Lidingöbanan, Gåshaga och slutstationen Gåshaga brygga. Gåshaga brygga trafikeras av skärgårdsbåtarna i Stockholms norra skärgård, exempelvis Waxholmsbolagets båtar och Cinderellabåtarna. Vägtrafiken är koncentrerad till Gåshagaleden och Södra Kungsvägen som är södra Lidingös stora genomfartsleder för vägtrafik.